# Al-Hub
Al-Hub – drugi album producencki Reda. Wydawnictwo ukazało się 18 maja 2002 roku nakładem wytwórni muzycznej T1-Teraz. W ramach promocji do utworów „Ten typ” / „Stylowy przekaz” i „One Love” zostały zrealizowane teledyski. Ostatnia z piosenek zyskała pewną popularność w kraju, dotarła do 67. miejsca Szczecińskiej Listy Przebojów Polskiego Radia.

## Lista utworów
Opracowano na podstawie materiału źródłowego.
1. „Al Fatihah” – 1:31
2. „Al Hub” (gościnnie: Eldo) – 2:18
3. „Czempion” (gościnnie: Dizkret) – 2:10
4. „Gdzie jest Eis?” (gościnnie: Eis) – 3:50
5. „One Love” (gościnnie: Karolina Kozak) – 3:32
6. „Al Falaq” – 3:16
7. „Stylowy przekaz” (gościnnie: Echo) – 3:06
8. „Azizi” (gościnnie: Pezet) – 3:31
9. „Raj” (Cezet, St. Martin) – 4:10
10. „Ten Typ” (gościnnie: Mes) – 4:18
11. „Freestyle” (gościnnie: O.S.T.R.) – 4:05
12. „Funktastic” (gościnnie: Magda Polańska) – 4:30